# Legeme (geometri)
 For alternative betydninger, se Legeme. (Se også artikler, som begynder med Legeme)
Et legeme er i geometrien den punktmængde, der afgrænses af en lukket flade. Kan også løst beskrives som en "udfyldt" rumlig figur. For eksempel kan en cylinder eller et polyeder betegnes som et legeme.
Begrebet har stor betydning i klassisk fysik. Se legeme (fysik).
| Dodekaeder | Spire Denne artikel om geometri er en spire som bør udbygges. Du er velkommen til at hjælpe Wikipedia ved at udvide den. |